# Pekárna (jeskyně)
Pekárna (dříve též Kostelík nebo Díravica, 361 m n. m.) je velká tunelovitá jeskyně v jižní části Moravského krasu, v katastrálním území Mokrá u Brna (součást obce Mokrá-Horákov), 1,5 km jihovýchodně od obce Ochoz u Brna. Svým až 6 m vysokým a 23 m širokým portálem se otevírá do údolí Říčky. Představuje významné archeologické naleziště, které je chráněno jako kulturní památka České republiky.

## Popis
Jeskyně je tvořena jedinou 64 m dlouhou chodbou, která je téměř až na konec osvětlena denním světlem. Konec jeskyně tvoří velký balvanitý zával pod komínem. Existuje předpoklad, že chodba míří za závalem dále směrem na Hostěnice, ale pokusy o proniknutí závalem pomocí dvou štol v letech 1947, 1952 a 1959 nevedly k úspěchu. Jeskyně patrně představuje paleovývěrovou jeskyni vod, tekoucích od dnešního Hostěnického propadání.

## Dějiny výzkumů
Jeskyně je jedinečnou archeologickou lokalitou, která byla zkoumána řadou archeologů: 1880 Jan Knies, 1881 Jindřich Wankel, 1884–1885 Martin Kříž atd., nejvíce ji proslavil výzkum prof. Karla Absolona v letech 1925–1930; plošinu před jeskyní zkoumal v letech 1954 a 1961–1965 Bohuslav Klíma a v letech 1986–1987 Jiří Svoboda (oba Archeologický ústav Brno).
Výzkumy prokázaly osídlení od období paleolitu přes neolit (kultura s lineární keramikou), dobu bronzovou až po dobu halštatskou (kulturu horákovskou). Paleolitické osídlení, které je samozřejmě nejvýraznější, začíná již středopaleolitickým micoquienem, ojedinělé nálezy svědčí pro počátek mladšího paleolitu, těžiště osídlení a nejdůležitější nálezy však byly ve 2–3 vrstvách, spadajících z větší části do prvního teplejšího výkyvu pozdního glaciálu (do staletí kolem roku 11 000 př. n. l.) a patřily magdalénienu: několik ohnišť, kosti soba, koně a hojně zajíce, zbraně a nástroje nejen kamenné, ale i četné kostěné a parohové. Z nálezů jsou proslulé zejména rytiny na koňských žebrech, „Souboj bizonů“ (nález z roku 1927) a „Pasoucí se koně“ (1963), zobrazující dva pro zdejší lovce zřejmě nejvýznamnější druhy zvěře, dále na provrtaném parohu vyrytí dva medvědi nebo koňské i jiné zvířecí hlavy na lžícovitých kostěných předmětech. Tyto rytiny jsou unikátní tím, že jde o první dochované ztvárnění ohraničené scény oproti běžným nálezům rytin a maleb jednotlivých (nebo více nesouvisejících) objektů.
Nálezy ze starších vykopávek jsou uloženy a vystaveny především v Ústavu Anthropos Moravského zemského muzea v Brně, mladší pak v Archeologickém ústavu v Brně.

## V literatuře
Jeskyně vystupuje jako dočasný útulek lovecké tlupy z knihy Lovci mamutů od Eduarda Štorcha. V ději knihy jsou zakomponovány výše zmíněné nálezy.